# Appat (Uummannaq)
Appat (o Agpat) è un'isola disabitata della Groenlandia di 211 km². Fino al 2008 apparteneva alla contea della Groenlandia Occidentale e al comune di Uummannaq; in seguito alla riforma municipale del 2009 è divenuta parte del comune di Qaasuitsup e dopo la sua soppressione entrò a far parte del comune di Avannaata.